# (469705) ǂKá̦gára
(469705) ǂKá̦gára ([ǂ͡káˤɡáɾa] ; frühere Bezeichnung 2005 EF298) ist ein großes transneptunisches Objekt im Kuipergürtel, das bahndynamisch als „kaltes“ Cubewano klassifiziert ist. ǂKá̦gára hat einen natürlichen Begleiter namens ǃHãunu, der beinahe 90 % des Durchmessers des Asteroiden aufweist. Da beide um den zwischen ihnen liegenden gemeinsamen Schwerpunkt kreisen, kann das System auch als Doppelasteroiden-System aufgefasst werden.

## Entdeckung und Benennung
ǂKá̦gára wurde am 11. März 2005 von Marc William Buie am Kitt-Peak-Nationalobservatorium entdeckt. Der Planetoid erhielt 2006 zunächst die vorläufige Bezeichnung 2005 EF298 und am 18. August 2016 von der Internationalen Astronomischen Union (IAU) die Kleinplaneten-Nummer 469705.
Der Planetoid wurde am 16. Juni 2021, zusammen mit ǃHãunu, von der IAU offiziell nach ǂKá̦gára benannt, einer mythologischen Figur des Volkes der ǀXam, deren Khoisansprache im 20. Jahrhundert ausgestorben ist. ǂKá̦gára und sein Schwager ǃHãunu kämpften in einer epischen Schlacht im Osten; dabei benutzten sie Blitz und Donner, woraus berghohe Wolken und Regen entstanden. Der Konflikt drehte sich darum, ǂKá̦gáras jüngere Schwester (ǃHãunus Ehefrau) zu ihren Eltern zurückzubringen.
Nach seiner Entdeckung ließ sich ǂKá̦gára auf Fotos bis ins Jahr 2005 zurückgehend identifizieren und so seine Umlaufbahn genauer berechnen. Seither wurde der Planetoid durch verschiedene Teleskope wie das Hubble-Weltraumteleskop sowie verschiedene erdbasierte Teleskope beobachtet. Im April 2022 lagen insgesamt 225 Beobachtungen über einen Zeitraum von 17 Jahren vor. Die bisher letzte Beobachtung wurde im Januar 2022 am Lowell Discovery Telescope in Arizona durchgeführt (Stand 10. Februar 2023).

## Eigenschaften

### Umlaufbahn
ǂKá̦gára umläuft innerhalb von 289,24 Jahren die Sonne auf einer elliptischen Umlaufbahn zwischen 40,04 AE und 47,42 AE Abstand zu deren Zentrum. Die Bahnexzentrizität beträgt 0,084, die Bahn ist 2,86° gegenüber der Ekliptik geneigt. Das Perihel durchläuft sie das nächste Mal 2036, der letzte Periheldurchlauf dürfte also im Jahre 1748 erfolgt sein.
Marc Buie (DES) und das Minor Planet Center stufen den Planetoiden als Cubewano ein, wobei er zu den bahndynamisch „kalten“ klassischen KBO gehören würde.
Das System ǂKá̦gára–ǃHãunu ist in der Weise ausgerichtet, dass es zu gegenseitigen Bedeckungen kommt. Falls die beiden Körper rund sind und eine ähnliche Dichte aufweisen, sollten die gegenseitigen Bedeckungen 2015 bis 2035 dauern. Wenn ǂKá̦gára vor ǃHãunu vorbeizieht, sollte dieses Ereignis 8 Stunden dauern, doch wenn ǃHãunu vor ǂKá̦gára vorbeizieht, dauert dies sogar bis zu 2 Tage. Diese letzteren Ereignisse sind nur zwischen 2022 und 2027 zu erwarten.

### Größe und Rotation
Untersuchungen mit dem Herschel-Weltraumteleskop ergaben, dass der Durchmesser von ǂKá̦gára etwa 138 km beträgt. Ausgehend von einem Durchmesser von 138 km ergibt sich eine Gesamtfläche von etwa 59.800 km², was in etwa zwischen den Flächen Kroatiens und Lettlands liegt. Die scheinbare Helligkeit von ǂKá̦gára beträgt 20,29 m.
Anhand von Lichtkurvenbeobachtungen rotiert ǂKá̦gára in 9 Stunden und 15,6 Minuten einmal um seine Achse. Daraus ergibt sich, dass er in einem ǂKá̦gára-Jahr 262.744,2 Eigendrehungen („Tage“) vollführt.
| Jahr                                         | Abmessungen km            | Quelle         |
| -------------------------------------------- | ------------------------- | -------------- |
| 2012                                         | 174,0 +27,0−32,0 (System) | Vilenius u. a. |
| 2019                                         | 138,0 +16,0−19,0          | Grundy u. a.   |
| 2023                                         | 179,0 (System)            | Brown          |
| Die präziseste Bestimmung ist fett markiert. |                           |                |

### Innerer Aufbau
Durch die Analyse der Umlaufbahn des Mondes ǃHãunu konnte die Masse des Systems auf 18±0,12e18 kg bestimmt werden. Bei Durchmessern von etwa 138 km und 122 km ergibt sich eine Dichte von 1,10 + 0,66- 0,56 g/cm³ – kaum höher als die von Wasser.

## Mond
2021 gab ein Astronomenteam die Entdeckung eines Begleiters mit dem Namen ǃHãunu bekannt, der 122 km Durchmesser aufweist und anhand von Bildern des Hubble-Weltraumteleskops aufgespürt wurde. Er umkreist das gemeinsame Baryzentrum mit ǂKá̦gára in 128 Tagen und 2,6 Stunden in einem mittleren Abstand von 7670 ± 140 km. Ein Umlauf von ǃHãunu dauert dementsprechend 318,6 ǂKá̦gára-Tage.
| Komponenten        | Physikalische Parameter | Physikalische Parameter | Physikalische Parameter | Bahnparameter        | Bahnparameter  | Bahnparameter | Bahnparameter            | Entdeckung       |
| Name               | Durchmesser (km)        | Relativgröße (%)        | Masse (kg)              | Große Halbachse (km) | Umlaufzeit (d) | Exzentrizität | Inklination zur Ekliptik | Datum Entdeckung |
| ------------------ | ----------------------- | ----------------------- | ----------------------- | -------------------- | -------------- | ------------- | ------------------------ | ---------------- |
| (469705) ǂKá̦gára   | 138,0                   | 100,00                  | 1.29e18                 | –                    | –              | –             | –                        | 11. März 2005    |
| ǃHãunu (ǂKá̦gára I) | 122,0                   | 88,40                   | 0.89e18                 | 7670                 | 128,107        | 0,694         | 33,3°                    | 21. Januar 2009  |